# Paryż-Nicea 2011
69. edycja wyścigu kolarskiego Paryż-Nicea odbyła się w dniach 6-13 marca 2011 roku. Trasa liczyła osiem etapów, o łącznym dystansie 1307 km. Wyścig ten zaliczany był do rankingu światowym UCI World Tour 2011. Tegorocznym zwycięzcą wyścigu ku słońcu został niemiecki kolarz Tony Martin wyprzedzając o trzydzieści sześć sekund swego rodaka Andreasa Klödena, i o czterdzieści jeden sekund Brytyjczyka Bradleya Wigginsa.
W wyścigu startował jedyny Polak Maciej Paterski z grupy Liquigas Cannondale, który zajął ostatnią 89 pozycję.

## Uczestnicy
Na starcie wyścigu stanęły dwadzieścia dwie drużyny. Wśród nich znalazło się osiemnaście ekip UCI World Tour 2011 oraz cztery inne zaproszone przez organizatorów. Każda z drużyn wystawiła po ośmiu kolarzy, dzięki czemu w całym wyścigu wystartowało 176 zawodników.
Lista drużyn uczestniczących w wyścigu:
| Numery  | Kod | Drużyna            |
| ------- | --- | ------------------ |
| 1-8     | RAB | Rabobank           |
| 11-18   | GRM | Garmin-Cervelo     |
| 21-28   | THR | HTC – Highroad     |
| 31-38   | SKY | Procycling Sky     |
| 41-48   | A2R | AG2R-La Mondiale   |
| 51-58   | MOV | Team Movistar      |
| 61-68   | OLO | Omega Pharma-Lotto |
| 71-78   | AST | Pro Team Astana    |
| 81-88   | RSH | Team RadioShack    |
| 91-98   | FDJ | Française des Jeux |
| 101-108 | VCD | Vacansoleil-DCM    |

| Numery  | Kod | Drużyna                     |
| ------- | --- | --------------------------- |
| 111-118 | LIQ | Liquigas-Cannondale         |
| 121-128 | SBS | Saxo Bank Sungard           |
| 131-138 | LEO | Team Leopard-Trek           |
| 141-148 | COF | Cofidis, le Credit en Ligne |
| 151-158 | KAT | Team Katusha                |
| 161-168 | BMC | BMC Racing Team             |
| 171-178 | QST | Quick Step Cicling Team     |
| 181-188 | EUC | Team Europcar               |
| 191-198 | EUS | Euskaltel-Euskadi           |
| 201-208 | LAM | Lampre ISD                  |
| 211-218 | BSC | Bretagne - Schuller         |

## Etapy
| Etap | Data     | Start – Meta                                     | km    | Typ         | Zwycięzca etapu  | Lider           |
| ---- | -------- | ------------------------------------------------ | ----- | ----------- | ---------------- | --------------- |
| 1.   | 6 marca  | Houdan – Houdan                                  | 154.5 | Płaski      | Thomas De Gendt  | Thomas De Gendt |
| 2.   | 7 marca  | Montfort-l’Amaury – Amilly                       | 199   | Płaski      | Greg Henderson   | Thomas De Gendt |
| 3.   | 8 marca  | Cosne-Cours-sur-Loire – Nuits-Saint-Georges      | 202.5 | Pagórkowaty | Matthew Goss     | Matthew Goss    |
| 4.   | 9 marca  | Crêches-sur-Saône – Belleville                   | 191   | Pagórkowaty | Thomas Voeckler  | Thomas De Gendt |
| 5.   | 10 marca | Saint-Symphorien-sur-Coise – Vernoux-en-Vivarais | 194   | Górski      | Andreas Klöden   | Andreas Klöden  |
| 6.   | 11 marca | Rognes – Aix-en-Provence                         | 27    | ITT         | Tony Martin      | Tony Martin     |
| 7.   | 12 marca | Brignoles – Biot                                 | 215   | Górski      | Rémy Di Grégorio | Tony Martin     |
| 8.   | 13 marca | Nicea – Nicea                                    | 124   | Górski      | Thomas Voeckler  | Tony Martin     |

### Etap 1 – 06.03: Houdan > Houdan, 154,5 km
| #  | Zawodnik          | Zespół | Czas       |
| -- | ----------------- | ------ | ---------- |
| 1  | Thomas De Gendt   | VCD    | 4h 05' 06" |
| 2  | Jérémy Roy        | FDJ    | + 00' 0"   |
| 3  | Heinrich Haussler | GRM    | + 00' 0"   |
|    |                   |        |            |
| 45 | Maciej Paterski   | LIQ    | + 00' 0"   |

| #  | Zawodnik          | Zespół | Czas       |
| -- | ----------------- | ------ | ---------- |
| 1  | Thomas De Gendt   | VCD    | 4h 04' 53" |
| 2  | Jérémy Roy        | FDJ    | + 00' 6"   |
| 3  | Heinrich Haussler | GRM    | + 00' 9"   |
|    |                   |        |            |
| 46 | Maciej Paterski   | LIQ    | + 00' 13"  |

### Etap 2 – 07.03: Montfort-l’Amaury > Amilly, 199 km
| #  | Zawodnik          | Zespół | Czas       |
| -- | ----------------- | ------ | ---------- |
| 1  | Greg Henderson    | SKY    | 5h 00' 56" |
| 2  | Matthew Goss      | THR    | + 00' 0"   |
| 3  | Denis Galmizjanow | KAT    | + 00' 0"   |
|    |                   |        |            |
| 15 | Maciej Paterski   | LIQ    | + 00' 0"   |

| #  | Zawodnik        | Zespół | Czas       |
| -- | --------------- | ------ | ---------- |
| 1  | Thomas De Gendt | VCD    | 9h 05' 48" |
| 2  | Greg Henderson  | SKY    | + 00' 4"   |
| 3  | Jérémy Roy      | FDJ    | + 00' 7"   |
|    |                 |        |            |
| 26 | Maciej Paterski | LIQ    | + 00' 14"  |

### Etap 3 – 08.03: Cosne-Cours-sur-Loire > Nuits-Saint-Georges, 202,5 km
| #  | Zawodnik          | Zespół | Czas       |
| -- | ----------------- | ------ | ---------- |
| 1  | Matthew Goss      | THR    | 5h 16' 48" |
| 2  | Heinrich Haussler | GRM    | + 00' 0"   |
| 3  | Denis Galmizjanow | KAT    | + 00' 0"   |
|    |                   |        |            |
| 77 | Maciej Paterski   | LIQ    | + 0' 00"   |

| #  | Zawodnik          | Zespół | Czas        |
| -- | ----------------- | ------ | ----------- |
| 1  | Matthew Goss      | THR    | 14h 22' 34" |
| 2  | Thomas De Gendt   | VCD    | + 00' 2"    |
| 3  | Heinrich Haussler | GRM    | + 00' 6"    |
|    |                   |        |             |
| 32 | Maciej Paterski   | LIQ    | + 0' 16"    |

### Etap 4 – 09.03: Crêches-sur-Saône > Belleville, 191 km
| #   | Zawodnik        | Zespół | Czas       |
| --- | --------------- | ------ | ---------- |
| 1   | Thomas Voeckler | EUC    | 5h 04' 20" |
| 2   | Rémi Pauriol    | FDJ    | + 00' 0"   |
| 3   | Thomas De Gendt | VCD    | + 00' 0"   |
|     |                 |        |            |
| 132 | Maciej Paterski | LIQ    | + 13' 10"  |

| #   | Zawodnik        | Zespół | Czas        |
| --- | --------------- | ------ | ----------- |
| 1   | Thomas De Gendt | VCD    | 19h 26' 46" |
| 2   | Thomas Voeckler | EUC    | + 00' 10"   |
| 3   | Rémi Pauriol    | FDJ    | + 00' 16"   |
|     |                 |        |             |
| 128 | Maciej Paterski | LIQ    | + 13' 34"   |

### Etap 5 – 10.03: Saint-Symphorien-sur-Coise > Vernoux-en-Vivarais, 194 km
| #   | Zawodnik        | Zespół | Czas       |
| --- | --------------- | ------ | ---------- |
| 1   | Andreas Klöden  | RSH    | 4h 59' 00" |
| 2   | Samuel Sánchez  | EUS    | + 00' 0"   |
| 3   | Matteo Carrara  | VCD    | + 00' 0"   |
|     |                 |        |            |
| 143 | Maciej Paterski | LIQ    | + 25' 47"  |

| #   | Zawodnik        | Zespół | Czas        |
| --- | --------------- | ------ | ----------- |
| 1   | Andreas Klöden  | RSH    | 24h 26' 13" |
| 2   | Samuel Sánchez  | EUS    | + 00' 4"    |
| 3   | Matteo Carrara  | VCD    | + 00' 6"    |
|     |                 |        |             |
| 137 | Maciej Paterski | LIQ    | + 38' 54"   |

### Etap 6 – 11.03: Rognes > Aix-en-Provence, 27 km
| #   | Zawodnik        | Zespół | Czas      |
| --- | --------------- | ------ | --------- |
| 1   | Tony Martin     | THR    | 33' 24"   |
| 2   | Bradley Wiggins | SKY    | + 00' 20" |
| 3   | Richie Porte    | SBS    | + 00' 29" |
|     |                 |        |           |
| 103 | Maciej Paterski | LIQ    | + 04' 08" |

| #   | Zawodnik        | Zespół | Czas        |
| --- | --------------- | ------ | ----------- |
| 1   | Tony Martin     | THR    | 24h 59' 47" |
| 2   | Andreas Klöden  | RSH    | + 00' 36"   |
| 3   | Bradley Wiggins | SKY    | + 00' 39"   |
|     |                 |        |             |
| 135 | Maciej Paterski | LIQ    | + 42' 52"   |

### Etap 7 – 12.03: Brignoles > Biot, 215 km
| #   | Zawodnik         | Zespół | Czas       |
| --- | ---------------- | ------ | ---------- |
| 1   | Rémy Di Grégorio | AST    | 5h 46' 23" |
| 2   | Samuel Sánchez   | EUS    | + 00' 05"  |
| 3   | Rigoberto Urán   | SKY    | + 00' 05"  |
|     |                  |        |            |
| 111 | Maciej Paterski  | LIQ    | + 20' 21"  |

| #   | Zawodnik        | Zespół | Czas         |
| --- | --------------- | ------ | ------------ |
| 1   | Tony Martin     | THR    | 30h 46' 17"  |
| 2   | Andreas Klöden  | RSH    | + 00' 36"    |
| 3   | Bradley Wiggins | SKY    | + 00' 41"    |
|     |                 |        |              |
| 127 | Maciej Paterski | LIQ    | + 1h 03' 06" |

### Etap 8 – 13.03: Nicea > Nicea, 124 km
| #  | Zawodnik        | Zespół | Czas       |
| -- | --------------- | ------ | ---------- |
| 1  | Thomas Voeckler | EUC    | 3h 15' 58" |
| 2  | Diego Ulissi    | LAM    | + 00' 23"  |
| 3  | Julien El Fares | COF    | + 01' 06"  |
|    |                 |        |            |
| 82 | Maciej Paterski | LIQ    | + 18' 02"  |

| #  | Zawodnik        | Zespół | Czas         |
| -- | --------------- | ------ | ------------ |
| 1  | Tony Martin     | THR    | 34h 03' 37"  |
| 2  | Andreas Klöden  | RSH    | + 00' 36"    |
| 3  | Bradley Wiggins | SKY    | + 00' 41"    |
|    |                 |        |              |
| 89 | Maciej Paterski | LIQ    | + 1h 19' 46" |

## Liderzy klasyfikacji po etapach
| Etap                 | Zwycięzca            | Klasyfikacja generalna | Klasyfikacja punktowa | Klasyfikacja górska | Klasyfikacja młodzieżowa | Klasyfikacja drużynowa |
| -------------------- | -------------------- | ---------------------- | --------------------- | ------------------- | ------------------------ | ---------------------- |
| 1                    | Thomas De Gendt      | Thomas De Gendt        | Thomas De Gendt       | Damien Gaudin       | Thomas De Gendt          | Vacansoleil-DCM        |
| 2                    | Greg Henderson       | Thomas De Gendt        | Greg Henderson        | Damien Gaudin       | Thomas De Gendt          | Vacansoleil-DCM        |
| 3                    | Matthew Goss         | Matthew Goss           | Heinrich Haussler     | Jussi Veikkanen     | Matthew Goss             | Vacansoleil-DCM        |
| 4                    | Thomas Voeckler      | Thomas De Gendt        | Heinrich Haussler     | Rémi Pauriol        | Thomas De Gendt          | Vacansoleil-DCM        |
| 5                    | Andreas Klöden       | Andreas Klöden         | Heinrich Haussler     | Rémi Pauriol        | Robert Kiserlovski       | Team RadioShack        |
| 6                    | Tony Martin          | Tony Martin            | Heinrich Haussler     | Rémi Pauriol        | Rein Taaramäe            | Team RadioShack        |
| 7                    | Rémy Di Grégorio     | Tony Martin            | Heinrich Haussler     | Rémi Pauriol        | Rein Taaramäe            | Team RadioShack        |
| 8                    | Thomas Voeckler      | Tony Martin            | Heinrich Haussler     | Rémi Pauriol        | Rein Taaramäe            | Team RadioShack        |
| Klasyfikacja końcowa | Klasyfikacja końcowa | Tony Martin            | Heinrich Haussler     | Rémi Pauriol        | Rein Taaramäe            | Team RadioShack        |

## Końcowa klasyfikacja generalna
| M-ce | Imię i nazwisko        | Kraj            | Drużyna                     | Czas        |
| ---- | ---------------------- | --------------- | --------------------------- | ----------- |
| 1.   | Tony Martin            | Niemcy          | HTC – Highroad              | 34h 03' 37" |
| 2.   | Andreas Klöden         | Niemcy          | Team RadioShack             | + 36"       |
| 3.   | Bradley Wiggins        | Wielka Brytania | Sky Procycling              | + 41"       |
| 4.   | Rein Taaramäe          | Estonia         | Cofidis, le Credit en Ligne | + 01' 10"   |
| 5.   | Samuel Sánchez         | Hiszpania       | Euskaltel-Euskadi           | + 01' 13"   |
| 6.   | Jean-Christophe Péraud | Francja         | AG2R-La Mondiale            | + 01' 24"   |
| 7.   | Janez Brajkovič        | Słowenia        | Team RadioShack             | + 01' 34"   |
| 8.   | Levi Leipheimer        | USA             | Team RadioShack             | + 01' 36"   |
| 9.   | Bauke Mollema          | Holandia        | Rabobank Cycling Team       | + 02' 04"   |
| 10.  | Maxime Monfort         | Belgia          | Team Leopard-Trek           | + 02' 26"   |